# بيتر جيجير
بيتر جيجير هو موسيقي سويسري، ولد في 12 أبريل 1939 في زيورخ في سويسرا.

## وصلات خارجية
- بيتر جيجير على موقع ميوزك برينز (الإنجليزية)
- بيتر جيجير على موقع ديسكوغز (الإنجليزية)